# Émoussement affectif
 (avril 2024).
La mise en forme du texte ne suit pas les recommandations de Wikipédia : il faut le « wikifier ».
Les points d'amélioration suivants sont les cas les plus fréquents. Le détail des points à revoir est peut-être précisé sur la page de discussion.
- Les titres sont pré-formatés par le logiciel. Ils ne sont ni en capitales, ni en gras.
- Le texte ne doit pas être écrit en capitales (les noms de famille non plus), ni en gras, ni en italique, ni en « petit »…
- Le gras n'est utilisé que pour surligner le titre de l'article dans l'introduction, une seule fois.
- L'italique est rarement utilisé : mots en langue étrangère, titres d'œuvres, noms de bateaux, etc.
- Les citations ne sont pas en italique mais en corps de texte normal. Elles sont entourées par des guillemets français : « et ».
- Les listes à puces sont à éviter, des paragraphes rédigés étant largement préférés. Les tableaux sont à réserver à la présentation de données structurées (résultats, etc.).
- Les appels de note de bas de page (petits chiffres en exposant, introduits par l'outil «  Source ») sont à placer entre la fin de phrase et le point final[comme ça].
- Les liens internes (vers d'autres articles de Wikipédia) sont à choisir avec parcimonie. Créez des liens vers des articles approfondissant le sujet. Les termes génériques sans rapport avec le sujet sont à éviter, ainsi que les répétitions de liens vers un même terme.
- Les liens externes sont à placer uniquement dans une section « Liens externes », à la fin de l'article. Ces liens sont à choisir avec parcimonie suivant les règles définies. Si un lien sert de source à l'article, son insertion dans le texte est à faire par les notes de bas de page.
- La présentation des références doit suivre les conventions bibliographiques. Il est recommandé d'utiliser les modèles {{Ouvrage}}, {{Chapitre}}, {{Article}}, {{Lien web}} et/ou {{Bibliographie}}. Le mode d'édition visuel peut mettre en forme automatiquement les références.
- Insérer une infobox (cadre d'informations à droite) n'est pas obligatoire pour parachever la mise en page.

Pour une aide détaillée, merci de consulter Aide:Wikification.
Si vous pensez que ces points ont été résolus, vous pouvez retirer ce bandeau et améliorer la mise en forme d'un autre article.
L'émoussement affectif est un état marqué par une réactivité émotionnelle réduite. Ce phénomène se manifeste par une incapacité à exprimer ses sentiments, verbalement ou par le langage non-verbal, en particulier dans des situations qui susciteraient normalement des émotions. D'autres caractéristiques typiques sont la rareté des gestes expressifs et une expression faciale ou une intonation peu animées. De plus, une diminution de l'affect peut être symptomatique de différents troubles tels que l'autisme, la schizophrénie, la dépression, le trouble de stress post-traumatique, le trouble de la dépersonnalisation,,, le trouble de la personnalité schizoïde et certaines lésions cérébrales, entre autres. L'émoussement affectif peut également être un effet secondaire de certains médicaments (par exemple, les antipsychotiques  et les antidépresseurs  ).
Ceci étant dit, l'affect réduit doit être distingué de l'apathie et de l'anhédonie, qui font explicitement référence à un manque de ressenti émotionnel.

## Types

### Affect restreint
Un affect restreint est une réduction de l'étendue et de l'intensité des réponses émotionnelles chez un individu.

### Affect émoussé et plat
L’affect émoussé est plus grave qu’un affect restreint, mais est lui-même moins prononcé qu’un affect plat : « La différence entre un affect plat et un affect émoussé constitue une question de degré. Une personne avec un affect plat n'a pas ou presque aucune expression émotionnelle. Elle peut ne pas réagir du tout à des circonstances qui évoquent généralement des émotions fortes chez les autres. Une personne avec un affect émoussé, par contraste, a des réactions émotionnelles considérablement atténuées ».

### Affect superficiel
L’affect superficiel est synonyme d'affect émoussé. Dans l'échelle de psychopathie de Hare, le facteur 1 identifie l'affect superficiel comme un attribut commun de la psychopathie.

## Structures cérébrales
Les analyses IRMf effectuées sur les personnes atteintes de schizophrénie avec un affect émoussé montrent que lorsque ces dernières sont exposées à des stimuli émotionnels, elles affichent une activité cérébrale régionale différente de celle des personnes également atteintes de schizophrénie, mais dont l'affect est normal. Par exemple, celles dont l'affect n'est pas réduit manifestent une activation observable des zones cérébrales suivantes lorsque exposées à des images à connotation émotionnelle négative : le mésencéphale, le pont, le cortex cingulaire antérieur, l'insula, le cortex orbitofrontal ventrolatéral, le pôle temporal antérieur, l'amygdale, le cortex préfrontal médial et le cortex visuel extrastrié. Par opposition, dans la même situation, les personnes atteintes de schizophrénie avec un affect réduit présentent seulement une activation du mésencéphale, du pont, du pôle temporal antérieur et du cortex visuel extrastrié.

### Structures limbiques
L'activation du système limbique des personnes schizophrènes et d'affect plat est réduite lors du visionnement de stimuli émotionnels. Chez les personnes atteintes de schizophrénie avec affect émoussé, les processus neuronaux commencent dans la région occipitotemporale du cerveau et sont transmis par la voie visuelle ventrale et les structures limbiques jusqu'à atteindre les zones frontales inférieures.
Par exemple, il est établi que les lésions causées à l’amygdale des macaques rhésus adultes au début de leur vie peuvent altérer de manière permanente le traitement des émotions. Leur conséquence est de provoquer une diminution de l'affect en réponse tant aux stimuli positifs que négatifs. Cet effet est irréversible chez les macaques rhésus ; les dommages néonatals produisent le même effet que ceux survenant plus tard dans la vie. Le cerveau des macaques ne peut pas compenser les dommages précoces subis par l’amygdale, même si une croissance neuronale importante peut avoir lieu.
De plus, il existe certaines preuves que les symptômes d'affect émoussé chez les patients schizophrènes ne sont pas simplement le résultat de la réactivité de l'amygdale, mais qu'ils sont plutôt dus au fait que l'amygdale n'est pas intégrée à d'autres zones du cerveau liées au traitement émotionnel, en particulier par le moyen du couplage amygdale-cortex préfrontal. Les lésions dans la région limbique empêchent alors l’amygdale d’interpréter correctement les stimuli émotionnels chez les personnes atteintes de schizophrénie en compromettant le lien entre l’amygdale et d’autres régions du cerveau associées aux émotions.

### Tronc cérébral
Certaines parties du tronc cérébral sont responsables de stratégies d'adaptation émotionnelle passive caractérisées par un désengagement ou un repli sur soi et semblables à ce qui est observé dans le contexte d'un affect émoussé. Parmi ces stratégies figurent la quiescence, l'immobilité et l'hyporéactivité.
En lien avec cette idée, il a été montré que les personnes atteintes de schizophrénie et dont l'affect est réduit affichent une activation du tronc cérébral lors d'IRMf lorsqu'on leur montre des extraits de films tristes. Cette activation a été observée plus spécifiquement pour la moelle droite et le pont gauche.
Le mésencéphale bilatéral est également activé chez les personnes atteintes de schizophrénie dont l'affect est émoussé. On pense que l’activation du mésencéphale est liée aux réponses autonomes associées au traitement perceptif des stimuli émotionnels. Cette région est généralement activée par divers états émotionnels. Lorsque la connectivité entre le mésencéphale et le cortex préfrontal médial est fragilisée, il en résulte une absence de réaction émotionnelle aux stimuli externes.

### Cortex préfrontal
Les patients schizophrènes avec affect réduit et qui subissent avec succès un traitement par la quétiapine présentent une activation du cortex préfrontal (CPF). L’incapacité à activer le CPF est peut-être impliquée dans une altération du traitement émotionnel chez les personnes atteintes de schizophrénie à affect émoussé. Le CPF médial est activé chez les individus typiques en réponse à des stimuli émotionnels externes. Cette structure reçoit éventuellement des informations en provenance des structures limbiques afin de réguler les expériences émotionnelles et le comportement. D'autres zones du cerveau sont également activées chez les personnes reconditionnées avec la quétiapine et qui connaissent une diminution de leurs symptômes. Celles-ci incluent notamment le gyrus préfrontal médial droit et le gyrus orbitofrontal gauche.

### Cortex cingulaire antérieur
Une corrélation positive a été trouvée entre l'activation du cortex cingulaire antérieur et l'ampleur rapportée des émotions évoquées par le visionnement d'extraits de films tristes. La subdivision rostrale de cette région est peut-être impliquée dans la détection des signaux émotionnels. Cette région est différente chez les individus atteints de schizophrénie et dont l'affect est restreint ou émoussé.

## Diagnostics

### Schizophrénie
L’affect plat ou émoussé est une caractéristique déterminante d'un profil de schizophrénie. En effet, les individus atteints présentent fréquemment tant une diminution de la gestuelle que de l'intonation et des expressions faciales visibles. Une étude sur l'affect plat tel que manifeste dans le cadre de la schizophrénie a révélé que « l'affect plat était plus fréquent chez les hommes et était associé à une moins bonne qualité de vie actuelle » ainsi qu'à « une influence néfaste sur l'évolution de la maladie ».
L'étude a également rapporté une « dissociation entre l'expérience rapportée de l'émotion et sa manifestation »  – confirmant l'idée véhiculée ailleurs selon laquelle « l'affect émoussé, y compris l'expressivité faciale réduite et le manque d'intonation… dissimule souvent les véritables sentiments d'un individu ». Ainsi, dans certaines circonstances, les sentiments peuvent simplement être inexprimés et difficiles à percevoir, mais non absents.
Toutefois, il a également été dit « qu'un manque d'émotions qui n'est pas dû à un simple refoulement, mais à une réelle perte de contact avec la réalité objective, donne à l'observateur une impression spécifique d'étrangeté... les résidus ou substituts d'émotions se rapportent alors généralement à la rage et à l'agressivité ". Dans les cas les plus extrêmes, il y a une « dissociation complète des états affectifs ».
Pour étayer davantage cette idée, une étude se penchant sur la dysrégulation des émotions a révélé que les personnes atteintes de schizophrénie ne pouvaient pas exagérer leur expression émotionnelle comme le pouvaient des témoins sains. Dans le cadre de ces recherches, il a été demandé aux participants d'exprimer les émotions qu'ils avaient ressenties pendant le visionnement d'un extrait d'un film. Ceux qui étaient atteints de schizophrénie ont alors affiché des déficits dans l'expression comportementale de leurs émotions.
Il y a encore controverse en lien avec l'origine de l'affect plat observé chez les patients schizophrènes. Certaines publications indiquent des anomalies dans les systèmes exécutif dorsal et affectif ventral ; il y est avancé que l'hypoactivation dorsale et l'hyperactivation ventrale pourraient être à l'origine d'un affect plat. En outre, les auteurs ont découvert que des déficits associés au système des neurones miroirs peuvent également contribuer à un affect plat dans la mesure où ces déficits peuvent provoquer des perturbations du contrôle de l'expression faciale.
Une autre étude a révélé que lorsqu'elles parlaient, les personnes atteintes de schizophrénie avec un affect plat démontraient moins d'inflexion et une fluidité verbale apparente moindre que pour les membres du groupe témoin. Les sujets normaux semblaient également s'exprimer en utilisant une syntaxe plus complexe, alors que les sujets à affect plat étaient plus laconiques tant de façon globale qu'en considérant chaque phrase séparément. Cependant, toujours selon les résultats de cette étude, les individus d'affect plat semblent employer autant de termes pertinents à la tâche que les membres du groupe témoin pour discuter d'une histoire triste ou heureuse. Les chercheurs en ont conclu qu'il est très probable que l’affect plat soit le résultat de déficits d’expression motrice plutôt que du traitement émotionnel. L'expression de l'humeur est donc compromise, mais les aspects subjectifs, autonomes et contextuels de l’émotion restent intacts.

### Trouble de stress post-traumatique
Il était déjà connu que le trouble de stress post-traumatique (TSPT) provoquait des sentiments négatifs, tels qu'une humeur dépressive, des reviviscences et un état de surerexcitation. Plus récemment, les psychologues ont commencé à concentrer leur attention sur l'émoussement de l'affect ainsi que sur la diminution de la présence et de l’expression d’émotions positives chez les patients atteints par le TSPT.
À la suite de ces recherches, l'affect émoussé est considéré comme l'une des conséquences du TSPT, car ce dernier entraîne une diminution de l'intérêt pour les activités qui occasionnent du plaisir (un phénomène aussi connu sous le nom d'anhédonie). En outre, il génère le sentiment d'être détaché de son entourage, une expressivité émotionnelle restreinte et une tendance amoindrie à traduire ses émotions par des comportements.
De ce point de vue, l’affect émoussé est une réponse au TSPT et est considéré comme l’un des symptômes centraux des troubles de stress post-traumatique. Il est alors considéré comme une réponse psychologique au TSPT afin de lutter contre l’anxiété écrasante ressentie par les patients. Pour cette raison, ce phénomène est souvent observé chez les anciens combattants, et en particulier chez ceux ayant servi en zone de combat,.
De plus, il a été noté chez les patients souffrant du TSPT qu'il existait des anomalies dans certains circuits incluant le cortex préfrontal et qui sont en cause dans la diminution de l'affect,.

### Évaluation
Certaines recommandations adressées aux professionnels de la santé mentale suggèrent de tenir compte du fait que différents facteurs culturels, pharmacologiques ou situationnels peuvent influencer l'affect et l'expressivité.

### Diagnostic différentiel
L'affect émoussé est conceptuellement proche de l'anhédonie. L'anhédonie est la diminution ou la disparition de toute sensation de plaisir (ce qui affecte ainsi la capacité à jouir de la vie, le bonheur, le plaisir, les intérêts personnels et le sentiment de satisfaction). En ce qui concerne l’anhédonie, les émotions liées au plaisir ne peuvent pas être pleinement exprimées, car elles sont amoindries ou ne sont simplement pas vécues. Par contraste, un affect atténué n'implique pas forcément une diminution des ressentis affectifs.
L’affect émoussé et l’anhédonie sont tous deux considérés comme des symptômes négatifs de la schizophrénie, dont la nature porte à un désengagement de la vie quotidienne. Il existe d'autres symptômes négatifs de la schizophrénie, dont l'aboulie, l'alogie et le comportement catatonique.
L'alexithymie est également étroitement liée à la notion d'affect diminué. Cette condition fait référence à une difficulté à décrire ses émotions. Les personnes atteintes semblent avoir peu d'émotions, bien que cela puisse en fait être dû à leur incapacité à exprimer (i.e., à verbaliser) leurs émotions plutôt qu'à leur absence. Les patients alexithymiques peuvent cependant fournir des indices de leurs expériences affectives lorsque le processus d'évaluation permet de détecter un état d'excitation émotionnelle.